# William Wilson (Politiker, vor 1815)
William Wilson war ein US-amerikanischer Politiker. Zwischen 1815 und 1819 vertrat er den Bundesstaat Pennsylvania im US-Repräsentantenhaus.
Über William Wilson, der immerhin vier Jahre lang im Kongress saß, gibt es in den Quellen kaum Informationen. Seine Lebensdaten sind ebenso wenig überliefert wie seine Schulausbildung und sein beruflicher Werdegang jenseits der Politik. Er gehörte der Ende von Thomas Jefferson gegründeten Demokratisch-Republikanischen Partei an und wurde bei den Kongresswahlen des Jahres 1814 im zehnten Wahlbezirk von Pennsylvania in das US-Repräsentantenhaus in Washington, D.C. gewählt, wo er am 4. März 1815 die Nachfolge von Isaac Smith antrat. Nach einer Wiederwahl konnte er bis zum 3. März 1819 zwei Legislaturperioden im Kongress absolvieren.
Nach dem Ende seiner Zeit im US-Repräsentantenhaus verliert sich seine Spur wieder.